# レバノンの世界遺産
レバノンの世界遺産 （レバノンのせかいいさん）はユネスコの世界遺産に登録されているレバノン国内の文化・自然遺産。

## 文化遺産
- アンジャル - （1984年）
- バールベック - （1984年）
- ビブロス - （1984年）
- ティルス - （1984年）
- カディーシャ渓谷と神の杉の森 - （1998年）

## 自然遺産
なし

## 複合遺産
なし